# Star Soldier (серия игр)
Star Soldier (яп. スターソルジャー) — серия видеоигр в жанре вертикального скролл-шутера, в основном разработанная компанией Hudson Soft.
Первая игра серии, Star Soldier, была выпущена в 1986 году для домашних компьютеров стандарта MSX и для игровой консоли NES. Последующие игры серии выходили на разных игровых консолях. Некоторые из игр серии также получили ремейки и переиздания. Одна игра серии была также выпущена в виде аркадного игрового автомата.
Игры серии получили известность благодаря характерному стилю музыки, уникальной системе призов и режиму прохождения игры на время, называемому Caravan Mode для конкурсов Hudson Caravan.

## Игры серии
- 1986: Star Soldier — MSX, Famicom/NES
- 1990: Super Star Soldier — TurboGrafx-16/PC Engine
- 1991: Final Soldier — TurboGrafx-16/PC Engine
- 1992: Soldier Blade — TurboGrafx-16/PC Engine
- 1998: Star Soldier: Vanishing Earth — Аркадный автомат, Nintendo 64
- 2003: Star Soldier — GameCube, PlayStation 2
- 2005: Star Soldier — PlayStation Portable
- 2008: Star Soldier R — Wii (WiiWare)[2][3]

### Сборники
- 2008: PC Engine Best Collection: Soldier Collection — PlayStation Portable

### Спин-оффы
- 1995: Star Parodier — TurboGrafx-16/PC Engine
- 2006: Star Soldier vs dodonpachi DAI-OU-JOU — кроссовер с серией DonPachi, разработанный для Hudson Caravan 2006 года